# Équipe d'Inde de hockey sur gazon
Cet article traite de l'équipe masculine. Pour l'équipe féminine, voir Équipe d'Inde féminine de hockey sur gazon.
Maillots
L'équipe d'Inde de hockey sur gazon est la sélection des meilleurs joueurs indiens de hockey sur gazon.

## Histoire

### Années dorées (1928-1959)
L'Inde a décidé d'envoyer une équipe aux Jeux olympiques de 1928 après la formation de la Fédération indienne de hockey. L'Inde a ensuite remporté toute la compétition. En phase de groupes, l'Inde a battu l'Autriche (6-0), la Belgique 9-0 et la Suisse 5-0 sans encaisser un seul but. Ils ont battu les Pays-Bas 3 à 0 en finale sous la direction de Jaipal Singh Munda. L'Inde a ensuite défendu son titre aux Jeux olympiques de 1932 avec une victoire de 11 à 1 contre le Japon et une victoire de 24 à 1 contre les États-Unis, dans ce match Dhyan Chand a marqué 8 buts et Roop Singh a marqué 10 buts, c'est toujours la plus grande marge de victoire jamais enregistrée aux Jeux olympiques même après toutes ces années. L'Inde s'est rendue aux Jeux olympiques de 1936 pour remporter son 3e titre consécutif, cette fois sous la direction du légendaire joueur Dhyan Chand lui-même. L'Inde a pris d'assaut la phase de groupes en s'imposant contre le Japon 9-0, la Hongrie 4-0 et les États-Unis 7-0. En demi-finale, ils ont battu la France 10-0. L'équipe a ensuite affronté l'Allemagne en finale. Le match a été remporté par l'Inde 8-1, c'était le seul but que l'Inde a concédé dans toute la compétition et reste également la plus grande marge de victoire en finale. L'équipe indienne de hockey qui a remporté 3 titres olympiques consécutifs est souvent considérée comme la plus grande équipe de tous les temps.

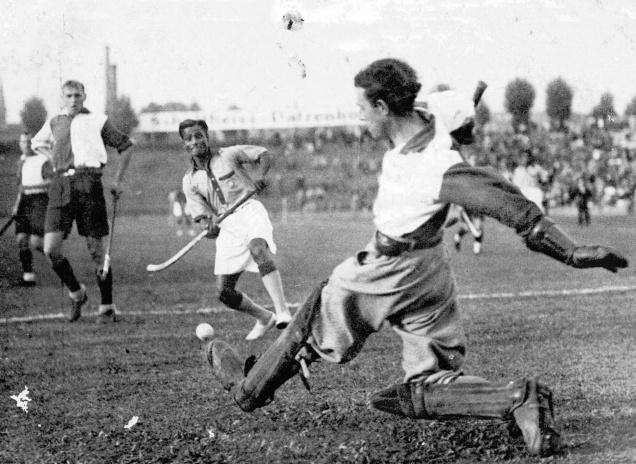
India vs Berlin XI in 1936.

La Seconde Guerre mondiale a provoqué l'annulation des Jeux olympiques de 1940 et 1944, ce qui a mis fin à l'ère de l'équipe qui dominait le hockey mondial. Lors des Jeux olympiques de 1948, l'Inde a été placée dans le groupe A et a remporté les trois matchs, une victoire 8-0 contre l'Autriche, l'Argentine 9–1 et l'Espagne 2–0. Lors de la finale, l'Inde a affronté la Grande-Bretagne, c'était la première fois que l'Inde les affrontait. La grande équipe britannique a déjà remporté la médaille d'or en 1908 et 1920, donc ce match a été présenté comme une bataille des champions et finalement l'Inde a remporté le match 4-0. Le résultat a été doux pour l'Inde, qui a obtenu son indépendance de la Grande-Bretagne il y a tout juste un an. Cette victoire est souvent considérée comme le plus grand moment du hockey sur gazon indien et de tous les sports indiens.
L'Inde a remporté 2 autres médailles d'or aux Jeux olympiques en Jeux olympiques de 1952 et Jeux olympiques de 1956, préservant son record comme le plus réussi et équipe dominante à cette époque. En quart de finale des Jeux olympiques de 1952, l'Inde a gagné contre l'Autriche 4–0, la Grande-Bretagne 3–1 en demi-finale et a battu les Pays-Bas par le score de 6–1. Le match est célèbre pour la performance magique de 5 buts de Balbir Singh Sr., qui est un record olympique qui tient toujours aujourd'hui. Aux Jeux olympiques de 1956, l'Inde a battu l'Afghanistan 14–0, les États-Unis 16–0 et Singapour 6–0 en phase de groupes. L'Inde a battu l'Allemagne 1-0 en demi-finale. Lors de la finale, l'Inde a affronté le Pakistan et a remporté le match 1-0, ce qui a marqué le début de la plus grande rivalité de hockey sur gazon. L'Inde et le Pakistan se sont de nouveau rencontrés aux Jeux asiatiques de 1958 et cette fois, le match s'est terminé par un match nul 0-0. L'Inde a également battu le Japon 8–0, la Corée du Sud 2–1 et la Malaisie 6–0. Mais le Pakistan a remporté la médaille d'or aux Jeux asiatiques avec une meilleure moyenne. C'était la première fois que l'Inde terminait deuxième dans une compétition internationale.

### Dernières années de domination (1960-1980)

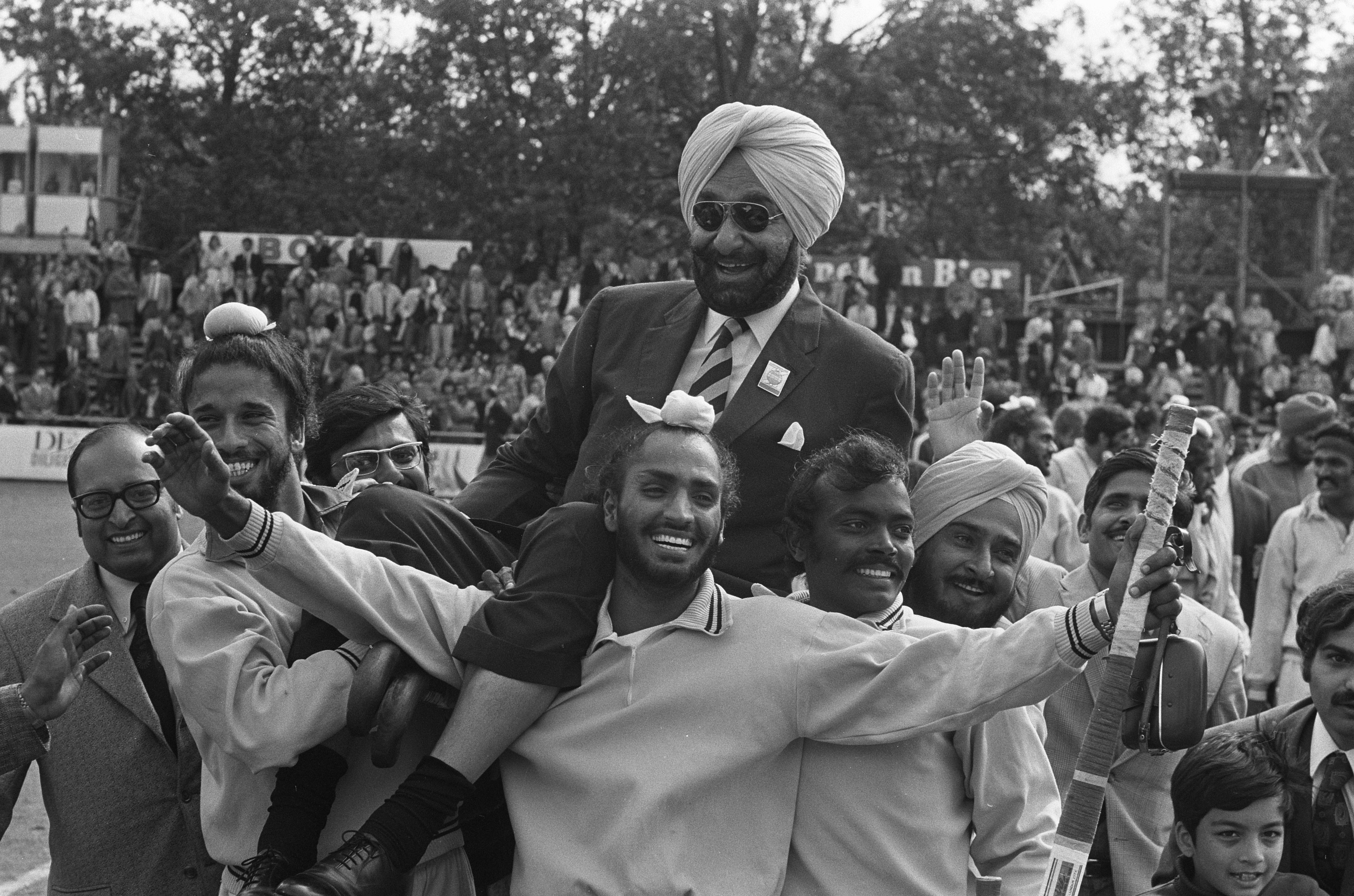
Indian team celebrating their 1–0 win over Pakistan in the 1973 World Cup semifinal.

Aux Jeux olympiques de 1960, l'Inde a commencé sa campagne en gagnant contre le Danemark 10-0 et les Pays-Bas 4-1, la Nouvelle-Zélande 3-0. L'Inde a battu l'Australie et la Grande-Bretagne respectivement en quart de finale et en demi-finale. En finale, c'était le début d'une nouvelle ère, pour la première fois l'Inde a perdu un match aux Jeux olympiques, une défaite 0-1 contre le Pakistan en finale qui a mis fin à la séquence de 6 médailles d'or successives et 30 matchs sans défaite. Deux ans plus tard, l'Inde remporta une autre médaille d'argent aux Jeux asiatiques de 1962. L'Inde est revenue en force aux Jeux olympiques de 1964 en enregistrant des victoires contre Hong Kong, la Belgique, les Pays-Bas, la Malaisie et le Canada et en faisant match nul contre l'Espagne et l'Allemagne. En demi-finale, l'Inde a battu l'Australie 3-1, et ils ont gagné contre le Pakistan en finale pour remporter leur 7e médaille d'or aux jeux et ont également remporté la médaille d'or en Jeux asiatiques de 1966 en battant à nouveau le Pakistan.
Aux Jeux olympiques de 1968, L'Inde a commencé par une défaite contre la Nouvelle-Zélande mais a remporté tous ses 6 matchs restants contre l'Allemagne de l'Ouest, le Japon, l'Espagne, le Mexique et l'Allemagne de l'Ouest. Aux Jeux olympiques de 1972, le résultat a également été le même. Pays-Bas et Pologne. Ils ont été battus en demi-finale par le Pakistan. Dans le match pour la troisième place, l'Inde a battu les Pays-Bas pour remporter la médaille de bronze.
Un an avant les Jeux olympiques de 1972, l'Inde a remporté la médaille de bronze à la Coupe du monde 1971 grâce à une victoire sur le Kenya. En Coupe du monde 1973, l'Inde a battu le Pakistan en demi-finale, mais a perdu contre les Pays-Bas en finale aux tirs au but après que le match se soit terminé par un match nul 2–2. Mais lors de la Coupe du monde 1975, l'Inde a battu la Malaisie en demi-finale avant de battre son grand rival le Pakistan pour remporter son premier titre. Lors de l'introduction du terrain de hockey sur gazon aux Jeux olympiques de 1976, l'Inde a eu du mal à maintenir sa domination comme elle l'a fait sur les terrains en herbe et, pour la première fois, est rentrée chez elle les mains vides. Les Jeux olympiques de 1980 ont eu lieu à Moscou, en Inde, et ont commencé leur campagne par une victoire de 18 à 0 sur la Tanzanie suivie d'un match nul 2–2 avec la Pologne et l'Espagne et une victoire retentissante sur Cuba par une marge de 13-0 et une autre victoire sur l'Union soviétique par un score de 4–2. L'Inde a ensuite remporté la médaille d'or pour la 8e fois record en battant l'Espagne en finale par un score de 4–3.

### Déclin (1981-1997)
Après le succès des Jeux olympiques de 1980, les performances de l'Inde ont décliné et les décennies suivantes ont entraîné de nombreux hauts et bas pour l'équipe nationale. Comme l'équipe n'a remporté aucune médaille en Coupe du monde ou aux Jeux olympiques, mais a continué à être l'une des meilleures équipes d'Asie et a remporté plusieurs médailles dans des compétitions continentales. La Coupe du monde 1982 a été organisée par l'Inde et ils ont terminé à la 5e position. L'équipe a perdu contre le Pakistan lors de la finale des Jeux asiatiques de 1982 et de la Coupe d'Asie inaugurale tenue à Karachi. L'Inde a terminé les années 80 en remportant la médaille de bronze aux Jeux asiatiques de 1986 et Champions Trophy 1982 et des médailles d'argent aux Coupe d'Asie 1985 et Coupe d'Asie 1989. Leur seule médaille d'or remportée dans un grand tournoi est survenue lors de la Sultan Azlan Shah Cup 1985. L'Inde a également remporté la Sultan Azlan Shah Cup 1991 et a atteint la finale de la Coupe d'Asie 1994 mais a perdu contre la Corée du Sud en finale. Mais l'Inde a ensuite remporté la Sultan Azlan Shah Cup 1995.

### Résurgence (1998-2012)
L'Inde a remporté son premier titre continental après 32 ans aux Jeux asiatiques de 1998 en battant la Corée du Sud,. L'équipe a terminé 4e aux Jeux du Commonwealth de 1998. Ils ont terminé la décennie en remportant la médaille de bronze à la Coupe d'Asie 1999.
L'Inde a commencé le nouveau millénaire en remportant le premier Champions Challenge I en battant l'Afrique du Sud en finale. En Coupe d'Asie 2003, l'Inde a remporté son tout premier titre Coupe d'Asie en battant le Pakistan en finale. L'Inde a remporté le premier et unique titre des Jeux afro-asiatiques de 2003 en battant également le Pakistan en finale. Pour la première fois de son histoire, l'équipe n'a pas remporté de médaille aux Jeux asiatiques puisqu'elle a terminé cinquième aux Jeux asiatiques de 2006, mais l'Inde a défendu son titre avec succès lors de la Coupe d'Asie en remportant la Coupe d'Asie 2007. En finale, l'équipe a facilement battu la Corée du Sud 7–2. C'est en 2007 que l'équipe a chuté à son plus bas classement jamais enregistré de 12 dans le Classement mondial de la FIH. L'Inde n'a pas réussi à se qualifier pour Jeux de Pékin 2008 pour la première fois.
Le prochain tournoi de la Coupe d'Asie en 2009 s'est avéré désastreux car l'équipe a terminé 5e et n'a remporté aucune médaille. La première fois que c'est arrivé. Mais l'équipe a repris de l'élan après avoir remporté la Sultan Azlan Shah Cup 2009 et est également devenue co-vainqueuse de la Sultan Azlan Shah Cup 2010. Lors de la Coupe du monde 2010, organisée en Inde, l'équipe a terminé en 8e position. Lors des Jeux du Commonwealth de 2010 qui ont de nouveau été organisés par l'Inde, l'équipe nationale a atteint la finale où elle a été battue 0 à 8 par l'Australie en finale, la plus grande défaite que l'Inde ait jamais subie. L'Inde est devenue le tout premier champion du Champions Trophy d'Asie après avoir battu le Pakistan en finale de l'édition 2011. En 2012, l'équipe a terminé dernière aux Jeux olympiques car elle a perdu tous ses matchs, c'était décevant étant donné qu'elle est l'équipe la plus titrée de tous les temps aux Jeux olympiques,. L'Inde a également terminé deuxième du Champions Trophy d'Asie 2012.

### Depuis 2013 (Retour olympique)
Après la déception aux Jeux olympiques, l'Inde a participé au Champions Trophy d'Asie 2013 mais n'a pu terminer qu'à la 5e place. Les Jeux asiatiques de 2014 ont marqué un tournant lorsque l'équipe a battu le Pakistan pour remporter sa troisième médaille d'or,,,,,. Dans la Ligue mondiale de hockey 2014-2015, l'Inde a remporté la médaille de bronze en battant les Pays-Bas. L'équipe a atteint la finale du Champions Trophy masculin 2016 mais a perdu contre l'Australie en tirs au but. Mais a rebondi en remportant le Trophée des champions d'Asie en Champions Trophy d'Asie 2016 en battant le Pakistan et Coupe d'Asie 2017 en battant la Malaisie,. L'équipe a également remporté la médaille de bronze à la Ligue mondiale de hockey 2016-2017 en battant l'Allemagne 2–1.
Les Jeux asiatiques de 2018 Jeux asiatiques se sont avérés peu décevants car l'Inde était le champion en titre ainsi que le favori pour gagner mais a été surpris par la Malaisie en demi-finale. Ils ont ensuite remporté la médaille de bronze en battant le Pakistan 2-1. L'équipe est revenue en force en remportant le Champions Trophy d'Asie 2018 et en remportant une médaille d'or aux Hockey Series masculin 2018-2019. L'Inde a joué en tant qu'hôte de la Coupe du monde 2018 et a atteint les quarts de finale mais a perdu contre les Pays-Bas.
L'équipe indienne a remporté le bronze aux Jeux olympiques de Tokyo 2020 après avoir battu l'Allemagne 5–4. Ce fut une victoire historique puisque l'équipe indienne de hockey a remporté une médaille aux Jeux olympiques après un écart de 41 ans,.
En mars 2023, le Sud-Africain Craig Fulton devient sélectionneur de l'équipe d'Inde, remplaçant l'Australien Graham Reid qui était en place depuis 2019, après une mauvaise performance à la Coupe du monde 2023.

## Galerie

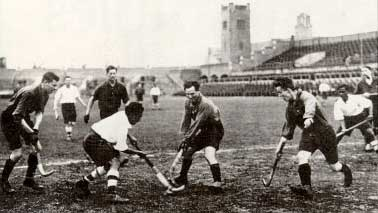
Match of the Indian team at 1928 Olympics
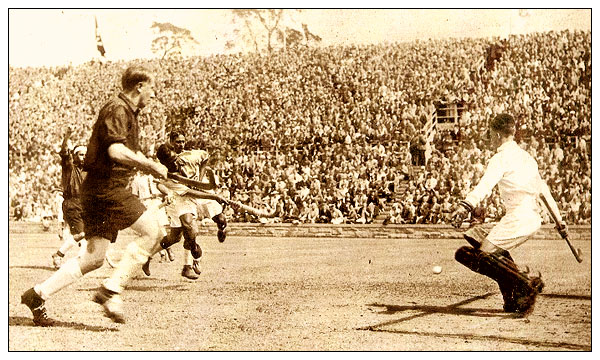
Match of India against United States at the 1932 Olympics
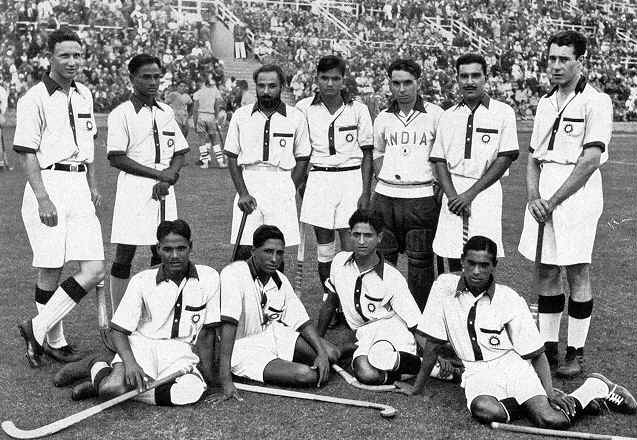
The Indian team that won the gold medal at the 1936 Olympics
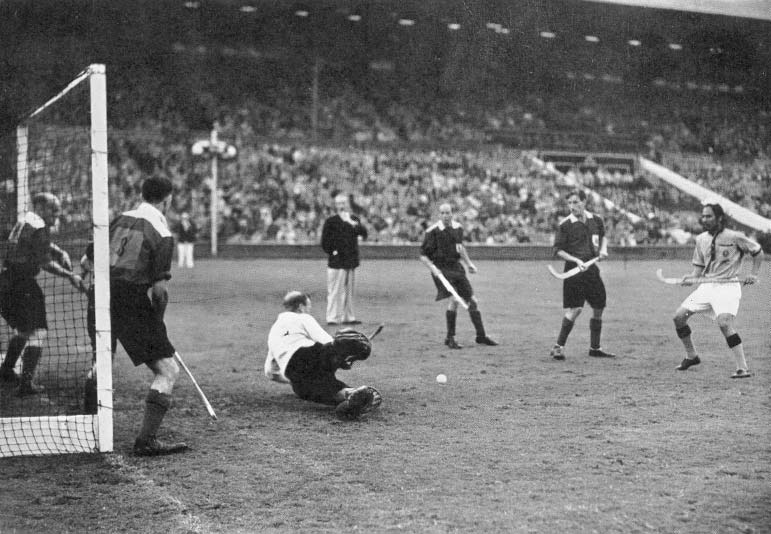
India scoring their third goal against Britain at the 1948 final
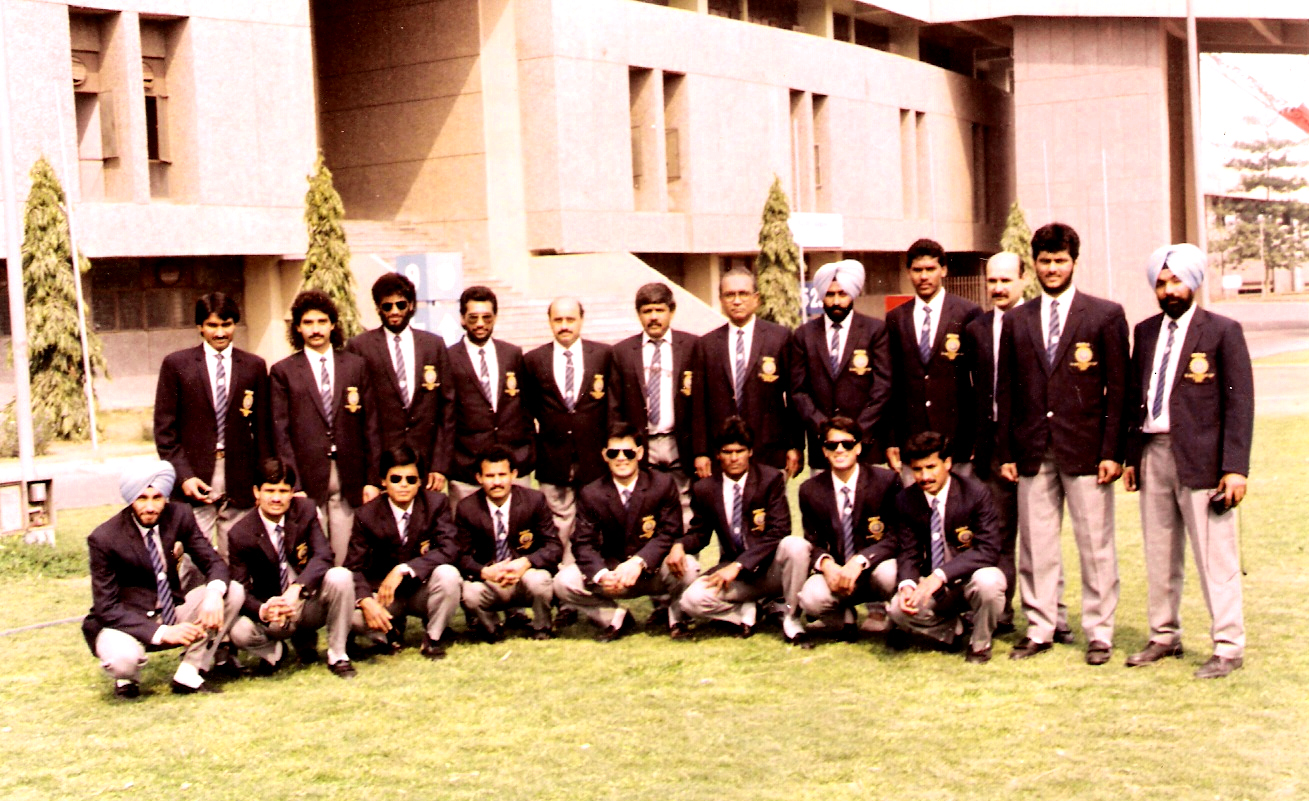
Indian team in 1988 Seoul Summer Olympics
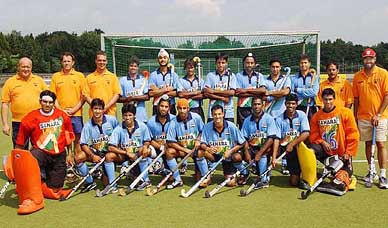
Indian hockey team in early 2000s
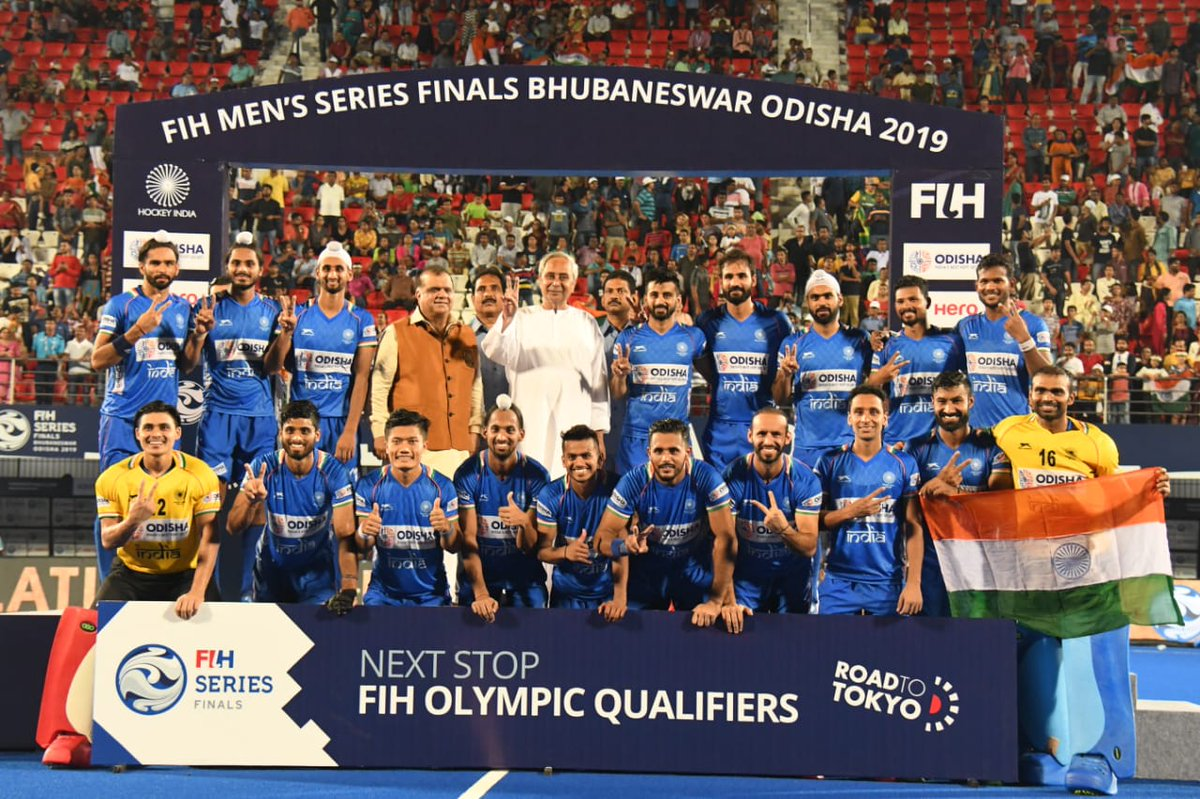
India after winning FIH Hockey Series
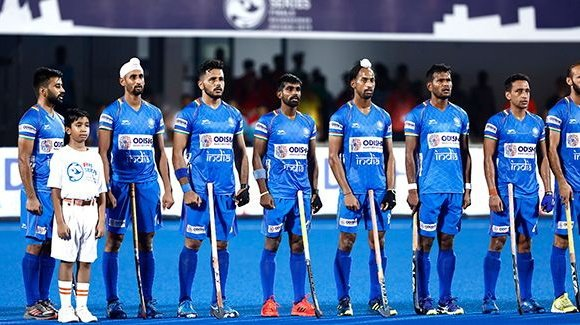
Indian field hockey team in 2010s

## Palmarès

### Jeux olympiques
- 1928 :
- 1932 :
- 1936 :
- 1948 :
- 1952 :
- 1956 :
- 1960 :
- 1964 :
- 1968 :
- 1972 :
- 1976 : 7e place
- 1980 :
- 1984 : 5e place
- 1988 : 6e place
- 1992 : 7e place
- 1996 : 8e place
- 2000 : 7e place
- 2004 : 7e place
- 2012 : 12e place
- 2016 : 8e place
- 2020 :
- 2024 :

### Coupe du monde
- 1971 :
- 1973 :
- 1975 :
- 1978 : 6e place
- 1982 : 5e place
- 1986 : 12e place
- 1990 : 10e place
- 1994 : 5e place
- 1998 : 9e place
- 2002 : 10e place
- 2006 : 11e place
- 2010 : 8e place
- 2014 : 9e place
- 2018 : 6e place
- 2023 : 8e place

### Ligue professionnelle
- 2019 : absente
- 2020-2021 : 4e
- 2021-2022 :
- 2022-2023 : 4e
- 2023-2024 : 7e

### Autres tournois

#### Sultan Azlan Shah Cup
- 1983 :
- 1985 :
- 1991 :
- 1995 :
- 2000 :
- 2001 : 5e place
- 2004 : 7e place
- 2005 : 5e place
- 2006 :
- 2007 :
- 2008 :
- 2009 :
- 2010 :
- 2011 : 6e place
- 2012 :
- 2013 : 5e place
- 2015 :
- 2016 :
- 2017 :
- 2018 : 5e place
- 2019 :

### Tournois défunts

#### Ligue mondiale
- 2012-2014 : 6e place
- 2014-2015 :
- 2016-2017 :

#### Champions Trophy
- 1980 : 5e place
- 1982 :
- 1983 : 4e place
- 1985 : 6e place
- 1986 : 5e place
- 1989 : 6e place
- 1995 : 5e place
- 1996 : 4e place
- 2002 : 4e place
- 2003 : 4e place
- 2004 : 4e place
- 2005 : 5e place
- 2012 : 4e place
- 2014 : 4e place
- 2016 :
- 2018 :

#### Champions Challenge
- 2001 :
- 2007 :
- 2009 :
- 2011 :

#### Hockey Series
- 2018-2019 :

#### Jeux afro-asiatiques
- 2003 :